# Estonské euromince

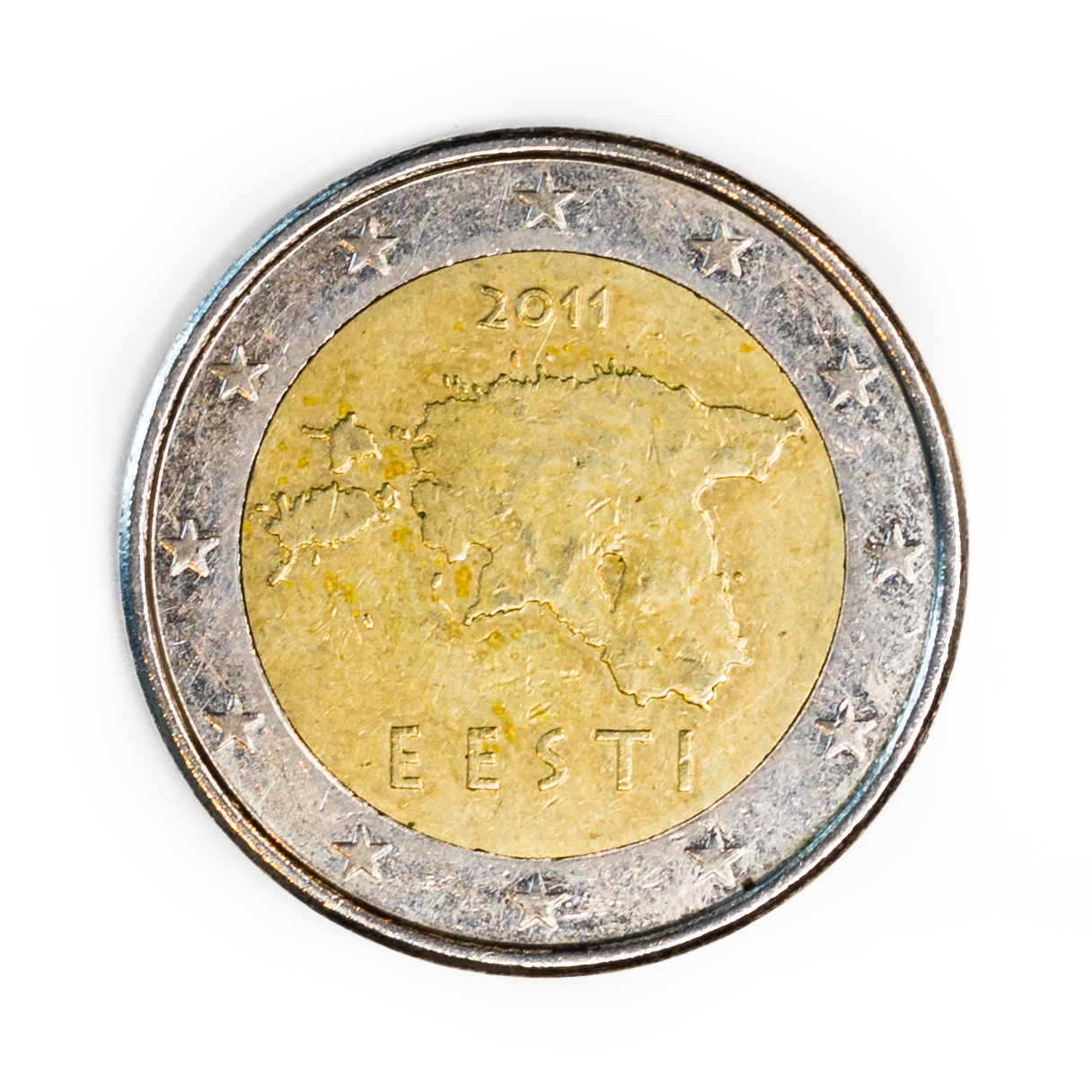
estonská mince 2€ z roku 2011

Estonské euromince se dostaly do oběhu 1. ledna 2011, kdy Estonsko vstoupilo do eurozóny. Estonsko je členem Evropské unie od 1. května 2004 a také je členem Evropské měnové unie. Prvních 14 dní v lednu 2011 se v oběhu vyskytují společně mince a bankovky jak eura, tak i původní národní měny – estonské koruny.
Estonsko bylo první z nových členů Evropské unie, kteří rozhodli o přijetí eura, a také jako první odhalilo budoucí vzhled euromincí.
Na všech mincích je zobrazen stejný motiv, na kterém je mapa Estonska a pod ní nápis „Eesti“ (estonsky Estonsko). Motiv je obkroužen 12 hvězdami symbolizujícími Evropskou unii a na motivu se také nachází rok, kdy se mince dostanou do oběhu. Veřejnost určila tento motiv navržený Lembitem Lõhmusem jako výherní při soutěži, ve které se vybíralo z deseti motivů.

## Pamětní mince

### Dvoueurové oběžné mince
Následující přehled zahrnuje 2€ pamětní mice vydané mezi roky 2011 a 2024.
1. 2012 – společná série mincí států eurozóny – 10 let od zavedení eurobankovek a euromincí
2. 2015 – společná série mincí států eurozóny – 30 let vlajky Evropské unie
3. 2016 – 100 let od narození šachisty Paula Kerese
4. 2017 – cesta Estonska k nezávislosti
5. 2018 – Estonsko, Lotyšsko a Litva v roce 2018 společně vydaly pamětní eurominci s jednotným motivem na oslavu založení estonského státu a lotyšského státu a obnovení litevského státu.
6. 2018 – sté výročí nezávislosti Estonska
7. 2019 – 150. výročí festivalu písní
8. 2019 – Sté výročí univerzity v Tartu
9. 2020 – dvousté výročí objevení Antarktidy
10. 2020 – 100. výročí Tartuského míru
11. 2021 – estonské národní zvíře – vlk
12. 2021 – ugrofinské národy
13. 2022 – společná série mincí států eurozóny – 35 let od zahájení programu Erasmus
14. 2022 – 150. výročí založení Estonské literární společnosti
15. 2022 – Ukrajina a svoboda
16. 2023 – estonský národní pták – vlaštovka obecná
17. 2024 – chrpa modrá – národní květ Estonska